# Reni Santoni
Reni Santoni (Nueva York, 21 de abril de 1938 - Los Ángeles, 1 de agosto de 2020) fue un actor estadounidense de cine, teatro y televisión, reconocido por sus papeles en las películas El prestamista, Harry el Sucio, Bad Boys y Cobra.

## Carrera
Santoni nació en la ciudad de Nueva York, en el seno de una familia de ascendencia francesa (de Córcega) y española. Desde pequeño se empezó a interesar en la actuación e inició su carrera en el teatro off-Broadway.
Su primera aparición en el cine ocurrió en la película de 1964 El prestamista (protagonizada por Rod Steiger), en la que interpretaba a un drogadicto tratando de vender una radio al protagonista. Su primer papel importante lo tuvo en la cinta Enter Laughing. Entre sus roles destacados figuran el Inspector "Chico" González en la película policíaca de 1971 Harry el Sucio, el oficial Ramón Herrera en Bad Boys (1983) y el detective Tony González en la reconocida película de acción protagonizada por Sylvester Stallone Cobra (1986).
Santoni realizó apariciones en series de televisión como Barnaby Jones, Lou Grant, Hawaii Five-O, Hardcastle and McCormick, Hill Street Blues, The Odd Couple y Midnight Caller. Interpretó el papel recurrente de Poppie en la popular serie de televisión Seinfield.

### Fallecimiento
El actor falleció el 1 de agosto de 2020 en un hospital de Los Ángeles a los 82 años. Venía padeciendo varias enfermedades en sus últimos años, incluyendo cáncer.

## Filmografía destacada
Fuentes:
- Strangers in the City (1962) – Scrounge
- The Pawnbroker (1964)
- Enter Laughing (1967) – David Kolowitz
- A Great Big Thing (1968) – Vinny Shea
- Anzio (1968) – Soldado Movie
- Guns of the Magnificent Seven (1969) – Max
- The Student Nurses (1970) – Victor Charlie
- Dirty Harry (1971) – Inspector Chico González
- I Never Promised You a Rose Garden (1977) – Hobbs
- They Went That-A-Way & That-A-Way (1978) – Billy Joe
- Hawaii Five-O (1978) – Jimmy Rego
- Dead Men Don't Wear Plaid (1982) – Carlos Rodríguez
- Bad Boys (1983) – Ramón Herrera
- Brewster's Millions (1985) – Vin Rapelito
- Radioactive Dreams (1985) – Harold (voz)
- Summer Rental (1985) – Anunciante
- Cobra (1986) – Tony González
- The Pick-up Artist (1987) – Hombre en la estación
- Bright Lights, Big City (1988) – (voz)
- The Package (1989) – Teniente
- Cat Chaser (1989) – Narrador (voz)
- Men Don't Tell (1992) – Rueben
- Groundhog Day (1993) – Soldado (voz)
- The Brady Bunch Movie (1995) – Policía
- The Late Shift (1996) – John Agoglia
- Private Parts (1997) – Vallesecca
- Can't Hardly Wait (1998) – Policía
- Dr. Dolittle (1998) – Rata (voz)
- 28 días (2000) – Daniel
- Dr. Dolittle 2 (2001) – Rata (voz)
- Kingpin (2003)  – General Valdéz
- Gang Warz (2004) – Padre Luis
- Irene in Time (2009) – Sam